# Скутару
Скутару (рум. Scutaru) — село у повіті Бакеу в Румунії. Входить до складу комуни Менестіря-Кашин.
Село розташоване на відстані 189 км на північ від Бухареста, 56 км на південний захід від Бакеу, 138 км на південний захід від Ясс, 131 км на північний захід від Галаца, 93 км на північний схід від Брашова.

## Населення
За даними перепису населення 2002 року у селі проживали 80 осіб, усі — румуни. Усі жителі села рідною мовою назвали румунську.